# Achim Schwickert
Achim Schwickert (* 19. August 1962 in Wirges) ist ein deutscher Politiker (CDU). Er ist seit dem 11. Oktober 2009 Landrat des Westerwaldkreises in Rheinland-Pfalz.

## Leben
Achim Schwickert erreichte zunächst im Juni 1979 die Mittlere Reife an der Realschule Montabaur und legte im Juni 1982 sein Abitur am Aufbaugymnasium Montabaur ab. Nach Ableistung des Grundwehrdienstes studierte er von 1983 bis 1989 Rechtswissenschaften an der Johannes Gutenberg-Universität Mainz. Zwischen der Ablegung der ersten (1989) und der zweiten (1992) juristischen Staatsprüfung, die er jeweils mit Prädikat bestand, absolvierte er ein Referendariat beim Land Rheinland-Pfalz.
Nach Tätigkeiten als Richter am Landgericht Koblenz (1992 bis 1993) und bei der Schulaufsicht der damaligen Bezirksregierung Koblenz (1993 bis 1994) wechselte er ab Juli 1994 zur Kreisverwaltung des Westerwaldkreises, in der er bis zu seiner 2009 erfolgten Wahl zum Landrat zuletzt als Dezernent tätig war.

## Politik
Schwickert gehörte in der Wahlperiode 1999 bis 2004 dem Stadtrat von Wirges als stellvertretender Vorsitzender der CDU-Fraktion an. Seit 1999 war er auch Mitglied und seit 2005 Vorsitzender des CDU-Kreisvorstandes Westerwald.
Die Partei nominierte ihn 2009 nahezu einstimmig als ihren Kandidaten für das Landratsamt, als ein Nachfolger für Peter Paul Weinert gesucht wurde, der aus gesundheitlichen Gründen nicht für eine Wiederwahl zur Verfügung stand. Bei der Kommunalwahl am 7. Juni 2009 setzte sich Schwickert mit einem Stimmenanteil von 60,3 % gegen die Mitbewerberin Tanja Machalet (SPD) durch. Am 11. Oktober 2009 trat er sein Amt an. Bei der Direktwahl am 7. Mai 2017 wurde er – ohne Gegenkandidat – mit einem Stimmenanteil von 88,87 % für weitere acht Jahre in seinem Amt bestätigt.
Mit Wirkung zum 1. Januar 2022 wurde Achim Schwickert zum Vorsitzenden des Landkreistages Rheinland-Pfalz gewählt. Er trat dabei die Nachfolge von Günther Schartz an, der zum Jahreswechsel aus seinem Amt als Landrat des Kreises Trier-Saarburg ausgeschieden war.